# Шострём, Патрик
Патрик Шострём (швед. Patrik Sjöström; 10 июня 1987 года) — шведский профессиональный игрок в хоккей с мячом, полузащитник клуба АИК.

## Биография
Воспитанник школы «Эребру».
В сезоне 2011/2012 перешёл в «Вестерос», где провёл 7 сезонов и забил 105 голов.

В 2018 году подписал контракт с красноярским «Енисеем», за который сыграл 42 матча и забил 22 гола. В декабре 2019 года на Кубке мира в игре против «Венерсборга» получил травму колена. Лечение в Швеции затянулось, и стороны решили расторгнуть действующий контракт. Позже было сообщено, что Патрик перешёл в АИК. 